# RS-27
RS-27は1971年にロケットダインによってデルタ 2000からデルタ 6000までのデルタロケットの第一段用として開発されたガス発生器サイクルの液体燃料ロケットエンジンである。
RP-1と液体酸素を燃焼室内で燃焼することによって1023 kNの推力を生み出す。1972年から1990年まで108回の打ち上げに使用された。
RS-27エンジンはミサイルで使用されたMB-3(最終型はMB-3-3)を置き換える為に開発された。1990年までデルタロケットシリーズの各機種で使用された。デルタ7000シリーズのエンジンは効率が高められRS-27Aとして識別され2000年までより推力が高められたRS-27Cと並行して使用された。

## 仕様
RS-27(RS270Aとして分類)はそれ自体と11個の小型の補助ロケット(バーニア)で構成される。主エンジンと補助エンジンは飛行中に機体を回転させたり方向を変える為に推力偏向と傾斜の為に蝶番で吊り下げられる。燃料を燃やしたガスでターボポンプのタービンを駆動するガス発生器サイクルのエンジンである。液体酸素のターボポンプは最大出力が回転数7085rpmで1900 kWに達する。燃料用のターボポンプは液体酸素用と同軸で回転するので回転速度が同じで出力は1289 kWである。エンジンは毎秒250kgの液体酸素と111kgのRP-1を消費する。燃焼室とノズルは耐熱鋼と壁面内に形成された溝を燃料が循環する再生冷却により冷却される。(この概念は第2次世界大戦中に既に存在し、現在の航空機でも燃料を油圧系の加圧に使用する例がある。)燃焼室の温度は3,315℃に達し燃焼圧力は4.8MPaに達する。